# Osztály utca
Osztály utca est une rue de Budapest, située dans le quartier de Százados (8e arrondissement).